# 喬治·凱利 (棒球員)
喬治·朗吉·凱利（英語：George Lange Kelly，1895年9月10日—1984年10月13日），綽號「長喬治」和「高低袋」，為美國職棒大聯盟的投手。生涯曾效力過巨人、海盜、紅人、小熊與道奇等隊。他的身材非常高大，身高193公分，體重86公斤。
1921年和1922年，凱利隨巨人隊拿下世界大賽冠軍。他生涯曾奪得一次全壘打王和兩次打擊王，並在1973年入選名人堂。不過由於名人堂評審團多半是他的前隊友，導致他的入選極具爭議。

## 職業生涯
1914年，凱利從1B聯盟開啟職業生涯。隔年巨人隊以1200美元買下凱利的合約。當時的巨人隊正在重建，因此巨人隊看上凱利的天賦，並讓他接下Fred Merkle的位置。1917年7月底，海盜隊從讓渡名單中選走凱利，並讓他擔任何那斯·華格納的替補選手。但由於他在海盜的打擊能力不夠理想，因此海盜隊很快就放棄凱利，而他又再次回到巨人。1918年，凱利因為一戰加入美軍服役一年。球季結束後，巨人將凱利交易到小聯盟球隊，換來Earl Smith。
1919年，原本在小聯盟的打拚的凱利，因為球隊揮棄Hal Chase而有了重返大聯盟的機會。1920年，他成為球隊的固定先發名單球員之一。1921年，他開季連續8場比賽至少敲出1支安打與1分打點，這項紀錄一直到2010年才由Jorge Cantú再度達成。巨人也在1920年代初連闖四次世界大賽，其中1921年和1922年更是拿下二連霸。1924年，凱利也締造連6場比賽敲出7轟的國聯紀錄。
1924年球季末，巨人和費城人進行球季最後一場系列賽前，巨人Jimmy O'Connell試圖賄賂費城人游擊手Heinie Sand，他給出500美元要求費城人故意輸掉比賽。不過Sand沒有接受賄賂，而是讓球隊總教練知道這件事，最終O'Connell和球隊教練Cozy Dolan被聯盟處以終身禁賽。
休賽季期間，凱利和數名大聯盟球員曾連署要求和O'Connell一同打籃球，而當時的國聯主席John Heydler表示和O'Connell一起打球的選手都會受到終身禁賽處分。巨人隊其他球員也不想因為從事棒球以外的運動造成受傷風險，而不跟進凱利的提案。
1925年，因為二壘手法蘭基·弗里許受傷，加上新秀比爾·泰瑞準備接替一壘手位置，因此凱利轉任二壘手。後來為了給予泰瑞更多出賽機會，巨人將凱利交易到紅人，換來艾德·勞許。當時紅人的一壘手已由威利·皮普擔任，所以凱利成為外野手。一直到1929年皮普被釋出後，凱利才回到一壘手的位置。
1930年7月10日，紅人將凱利釋出，於是他轉往小聯盟發展。後來因為小熊一壘手Charlie Grimm受傷，因此凱利短暫回到大聯盟，賽季結束後，他被小熊隊釋出。而他也和其餘大聯盟球星到日本進行棒球巡迴賽。
1932年4月，在小聯盟球隊的凱利加入道奇隊，球隊也換來Pea Ridge Day。當時他接替球隊受傷的一壘手Del Bissonette，他在7月27日進行最後一場大聯盟比賽。球季結束後，他回到小聯盟，打拚一個賽季後宣布退休。

## 生涯打擊成績
| 出賽次數 | 打席 | 打數 | 得分 | 安打 | 二安 | 三安 | 全壘打 | 打點 | 盜壘 | 保送 | 三振 | 打擊率 | 上壘率 | 長打率 | OPS  |
| -------- | ---- | ---- | ---- | ---- | ---- | ---- | ------ | ---- | ---- | ---- | ---- | ------ | ------ | ------ | ---- |
| 1622     | 6570 | 5993 | 819  | 1778 | 337  | 76   | 148    | 1020 | 65   | 386  | 694  | .297   | .342   | .452   | .794 |

## 個人生活
凱利本身是舊金山人，在職業生涯期間都居住在舊金山。他的哥哥Ren Kelly、叔叔Bill Lange和表弟Rich Chiles都是大聯盟選手。
1984年10月5日，凱利因為中風住院，最後他在10月13日去世。他也是1920年代巨人二連霸的成員當中最後一位去世的人。

## 外部連結
- 球員資訊和成績在MLB，ESPN，Baseball-Reference，Fangraphs（英文）